# تشارلز ريفرز ويلسون
السير تشارلز ريفرز ويلسون (بالإنجليزية: Charles Rivers Wilson)‏ (19 فبراير 1831 - 9 فبراير 1916) هو موظفًا مدنيًا وممولًا بريطانيًا سابق، وأول وزير للمالية في مصر في عهد حكومة نوبار باشا، وأول رئيس لشركة قناة السويس.

## حياته ونشأته

قبر السير تشارلز ريفرز ويلسون في مقبرة كينسال جرين

ولد ويلسون في لندن في 19 فبراير سنة 1831، تعلم في كلية إيتون وكلية باليول، أكسفورد، شغل منصب وزارة المالية سنة 1856 بالحكومة البريطانية، وكان سكرتيرًا خاصًا لوزير المالية (Robert Lowe ‏) من 1868 حتي 1873. عين المفوض الملكي لـ معرض باريس لعام 1878، عين مراقبًا عامًا لمكتب تخفيض الدين العام في عام 1874.
تزوج مرتين ولم ينجب أطفالًا.

## حياته في مصر
أثناء تولية منصب المراقب العام للدين، جاء ويلسون إلي مصر سنة 1876، وعُين مديرًا حكوميًا لشركة قناة السويس.
اختياري نائباً لرئيس لجنة التحقيق في الوضع المالي المصري، في أوائل عام 1878.
رشح ويلسون وزيرًا للمالية في مصر في مايو سنة 1878.
حدثت الثورة العرابية في ظل حكم ويلسون وزير للمالية، في وزارة نوبار باشا (أول رئيس الوزراء في مصر)، بسبب التدخل الأجنبي في شئون البلاد والمالية ومتابعة الديون، مم ادي هذا لالاحتلال البريطاني لمصر سنة 1882.
بعد تولي الخديوي توفيق حكم مصر في أبريل 1880، بعد عزل الخديوي إسماعيل، عين ويلسون رئيسا للجنة صندوق الدين في مصر، وكانت له كل الصلاحيات الكاملة لتنظيم الوضع المالي لمصر.
بعد عودته إلي لندن عين كمراقب عام لمكتب الديون الوطنية في سنة 1894، أصبح في عام 1895 رئيسًا لشركة جراند رول للقطارات. عين تشارلز ملفيل هايز مديرًا عامًا، والذي أجرى عملية إعادة تنظيم للسكك الحديدية في بريطانيا.
أطلق خط سكة حديد جراند ترانك باسيفيك]] سنة 1903 شغل أيضًا منصب مدير [[RSA Insurance Group|Alliance Assurance Company (من عام 1880)، ورئيسًا لشركة British Electric Traction من عام 1896.

## جوائز وأوسمة
- حصل علي وسام الصليب الأكبر من رتبة القديسان ميخائيل وجرجس سنة 1880.
- رقي إلى G.C.M.G. في عام 1895.
- سُميت بلدة ريفرز، مانيتوبا باسمه.

## وفاته
توفي في لندن في 9 فبراير 1916، ودُفن مع زوجته الثانية فيوليت في مقبرة كينسال جرين، مقابل قبر ويلكي كولينز.